# Frank Wedekind

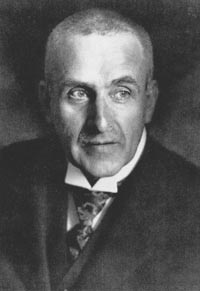
Frank Wedekind

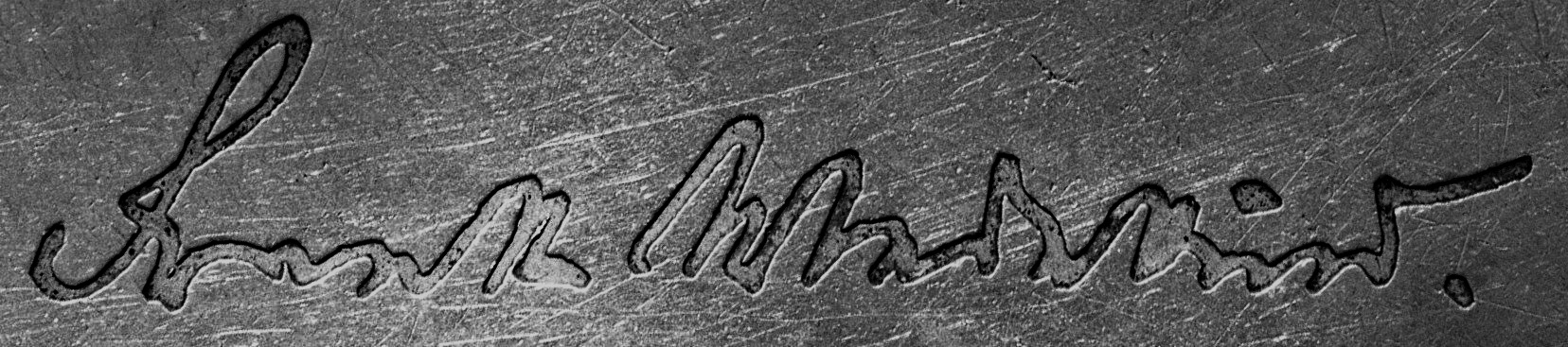
Namenszug von Wedekind beim Walk of Fame des Kabaretts in Mainz

Frank Wedekind (* 24. Juli 1864 als Benjamin Franklin Wedekind in Hannover; † 9. März 1918 in München) war ein deutscher Schriftsteller, Dramatiker, Dichter und Schauspieler. Seine dramaturgischen Konzepte gingen über den naturalistischen Stil hinaus und bereiteten den Weg für ein anti-illusionistisches Theater. Mit seinen gesellschaftskritischen Theaterstücken gehört er zu den meistgespielten Dramatikern seiner Epoche.

## Leben

### Herkunft
Frank Wedekind gehörte der Familie Wedekind zur Horst an. Sein Vater, der Gynäkologe Friedrich Wilhelm Wedekind (1816–1888), war zehn Jahre lang Arzt im Dienste des türkischen Sultans, er kehrte 1847 nach Deutschland zurück. Von dort wanderte er nach der gescheiterten Märzrevolution 1848/1849 nach San Francisco aus (Forty-Eighter). Dort erwarb er mit Grundstücksspekulationen während des kalifornischen Goldrauschs ein bedeutendes Vermögen. In San Francisco heiratete er Emilie Kammerer (1840–1916), die Tochter des Erfinders Friedrich Kammerer. Über seine Vorfahren berichtete Wedekind selbst:

„1847 kam mein Vater nach Deutschland zurück und saß 1848 als Kondeputierter (Ersatzmann) im Frankfurter Parlament. Im folgenden Jahre ging er nach San Franzisko und lebte dort 15 Jahre. Mit 46 Jahren heiratete er eine junge Schauspielerin vom Deutschen Theater in San Franzisko, die genau halb so alt war wie er selber. Diese Tatsache scheint mir nicht ohne Bedeutung. Der Vater meiner Mutter war ein Selfmademan. Er hatte als ungarischer Mäusefallenhändler angefangen und gründete Ende der zwanziger Jahre eine chemische Fabrik in Ludwigsburg bei Stuttgart. Im Verein mit Ludwig Pfau organisierte er eine politische Verschwörung, und beide wurden auf der Festung Asperg eingesperrt. Dort erfand mein Großvater die Phosphorstreichhölzer. Nach seiner Freilassung errichtete er eine chemische Fabrik in Zürich und starb 1857 im Irrenhause in Ludwigsburg in vollkommener Geistesumnachtung.“

Im Jahre 1863 wurde der erste Sohn Armin geboren. 1864 kehrte die Familie nach Deutschland zurück und wohnte bis 1872 in Hannover. Dort, in der Großen Aegidienstraße 13 (Friedrichswall 10), wurden 1864 Frank und in den folgenden Jahren drei weitere Geschwister geboren. Die jüngste Schwester kam 1876 in der Schweiz zur Welt. 
Die fünf Geschwister von Frank Wedekind waren:
- Armin Francis (1863–1934), später Arzt und Stadtrat in Zürich
- William Lincoln (1866–1935), später Farmer und Eidgenössischer Konsul in Johannesburg
- Frida Marianne Erika (1868–1944), eine zu ihrer Zeit berühmte Opernsängerin
- Donald Lenzelin (1871–1908), der ebenfalls Schriftsteller wurde
- Emilie Richenza (1876–1969)

### Schulzeit in der Schweiz

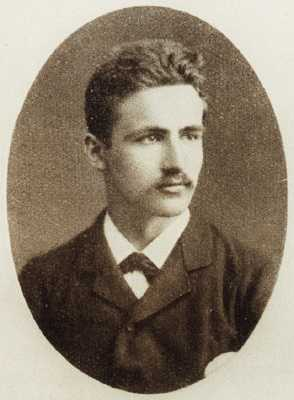
Frank Wedekind, 1883

1872 emigrierte die Familie aus Opposition gegen das neu gegründete preußisch-deutsche Reich in die Schweiz. Der Vater hatte das Schloss Lenzburg im Kanton Aargau gekauft. Frank Wedekind verbrachte dort seine Jugendzeit. Ab Herbst 1872 ging er in die Lenzburger Gemeindeschule und anschließend in die dortige Bezirksschule.
1879 wechselte er auf die Kantonsschule in Aarau. Er gründete den Dichterbund Senatus Poeticus, zusammen mit Walter Laué, Adolf Vögtlin und Oskar Schibler. Für seine Schwester Emilie entstand das Kinderepos Der Hänseken, mit Zeichnungen des Bruders Armin (Erstausgabe 1896). Ab 1881 erhielt er weitgehend Einzelunterricht wegen schulischer Schwierigkeiten.

### Studienjahre
Nach der Matura 1884 begann Wedekind ein Studium der deutschen und französischen Literatur an der Universität Lausanne. Noch im selben Jahr wechselte er auf Wunsch des Vaters nach München zu einem Jurastudium, das er wiederum abbrach. Wedekind arbeitete unter anderem als Journalist und als Chef der Werbeabteilung bei Maggi. Es folgte eine kurze Tätigkeit als Sekretär beim Zirkus Herzog. Sein Freundeskreis bestand zu dieser Zeit aus Künstlern und Zirkusleuten. Die Zirkusaufführungen faszinierten Wedekind ein Leben lang und inspirierten seine Dichtung.
Aus dieser Zeit liegen erste Veröffentlichungen einzelner Arbeiten von ihm vor. Er verfasste Gedichte, Prosa und eine Komödie. Wegen mangelnder Studienleistungen entzog ihm der Vater 1886 die finanzielle Unterstützung. Im Sommer 1888 begann er entsprechend den Erwartungen seines Vaters in Zürich erneut ein Studium der Rechtswissenschaft. Nachdem sein Vater im Oktober 1888 gestorben war, brach Wedekind dieses ab. Der Vater hinterließ ihm ein beträchtliches Erbe, das ihm finanzielle Unabhängigkeit und Freiraum für sein künstlerisches Schaffen zu gewähren schien, aber bereits nach einigen Jahren aufgebraucht war.

### Leben als Schriftsteller und Künstler
1889 übersiedelte Wedekind nach München, wo er Kontakt zum Schriftsteller Otto Julius Bierbaum erhielt. 1891 zog er nach Paris, wo er den späteren Verleger Albert Langen kennenlernte. Im gleichen Jahr stellte er das Drama Frühlings Erwachen fertig. 1895 erschien im Münchener Verlag Albert Langen das Stück Der Erdgeist. Tragödie in vier Aufzügen. Es folgten Aufenthalte in der Schweiz, in London und Berlin. 1896 kehrte Wedekind nach München zurück und wurde Mitbegründer der Satirezeitschrift Simplicissimus, in der er unter verschiedenen Pseudonymen, u. a. unter dem Pseudonym „Hieronymos“ veröffentlichte. Im gleichen Jahr fand die Erstaufführung des für seine Schwester Emilie geschriebenen Kinderepos’ Der Hänseken statt. Aus einer Liebesaffäre mit Frida Strindberg, der Ehefrau August Strindbergs, ging 1897 der Sohn Friedrich Strindberg hervor.

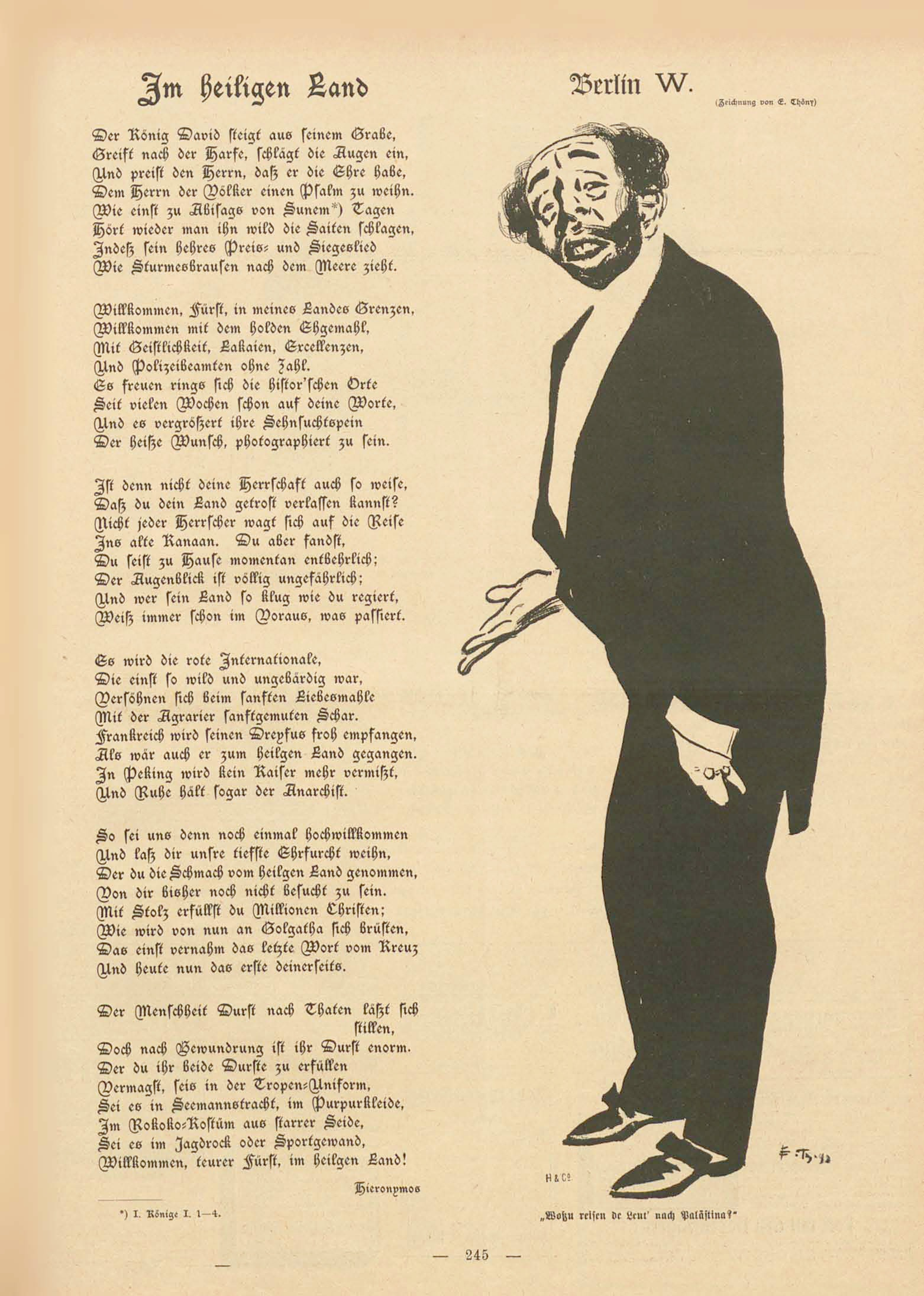
Im heiligen Land, satirisches Gedicht auf die Palästinareise Kaiser Wilhelms II. im Oktober 1898, im Simplicissimus pseudonym („Hieronymos“) veröffentlicht.

Die Verbreitung des satirischen Gedichts Im heiligen Land über Kaiser Wilhelms II. Palästinareise 1898 zwang Wedekind zur Flucht nach Paris. Als er 1899 nach Deutschland zurückkehrte, wurde er wegen Majestätsbeleidigung verurteilt und für sechs Monate in Festungshaft genommen, die er in der Festung Königstein vom 21. September 1899 bis zur Begnadigung im Februar 1900 absaß.
In seinem Drama Oaha schuf Wedekind 1908 eine Travestie auf den Verleger des Simplicissimus, Albert Langen, dessen Frau Dagny Bjørnson und die Redaktion der Zeitschrift insgesamt. 1901/1902 wirkte er im Münchner Kabarett „Die Elf Scharfrichter“ mit, dort sang er nach eigenen Kompositionen seine Lieder zur Gitarre (Hans Richard Weinhöppel alias Hannes Ruch schrieb zu einigen von Wedekinds Texten bzw. Melodien Gitarrensätze). Nach dem Vorbild des Pariser Chat Noir zeigten die Darsteller, wie ein modernes Lebensgefühl sein könnte, fernab von der bürgerlichen Scheinwelt. Wedekind trat auch als Schauspieler in seinen eigenen Stücken auf, die mit ihren grotesk anmutenden Darstellungen das bürgerliche Publikum provozierten. Noch immer bekannt und aufgeführt wird die 1902 entstandene Moritat vom Tantenmörder, Ich habe meine Tante geschlachtet… Er schrieb insbesondere gegen das Bürgertum und dessen Scheinmoral.
1902 beendete er die Arbeit an dem Stück Die Büchse der Pandora. Die Uraufführung fand 1904, zeitgleich mit der Veröffentlichung des Buches durch den Verlag Bruno Cassirer, statt. Noch vor der Auslieferung wurde die erste Auflage wegen Unzüchtigkeit beschlagnahmt. In dem Strafprozess gegen den Autor und den Verleger wurden sie 1906 vom Vorwurf der Verbreitung unzüchtiger Schriften freigesprochen. Entgegen den sittlichen Konventionen seiner Zeit hatte Wedekind wechselnde Partnerinnen und mehrere Kinder mit ihnen, unter anderem mit Hildegard Zellner, dem Hausmädchen der Familie Wedekind. Aus dieser Beziehung ging der Sohn Frank Zellner-Wedekind hervor, geboren am 22. Mai 1902 in München.
Den Höhepunkt seiner schriftstellerischen und dramaturgischen Arbeiten erlebte er ab 1910 in Berlin. Am Berliner Deutschen Theater wurden 1912 unter der Regie von Max Reinhardt (1873–1943) der erste Wedekind-Zyklus und 1914 der zweite Wedekind-Zyklus mit enormem Publikumserfolg aufgeführt. In der gleichen Zeit erschien Schloss Wetterstein als Buchausgabe.
1906 ging er die Ehe mit der Schauspielerin Tilly Newes (1886–1970) ein, die in vielen seiner Stücke die Hauptrolle spielte. Mit Tilly Wedekind trat er um 1910 auch im Zwiegesang auf. Zusammen lebten sie bis zu seinem Tod in München und bekamen zwei Töchter, Pamela und Kadidja.
Als zu Beginn des Ersten Weltkriegs die konservativ-nationalistischen Kräfte die Oberhand gewannen, geriet Wedekind erneut in finanzielle Schwierigkeiten. Am 18. September 1914 hielt er beim Patriotischen Abend der Münchner Kammerspiele eine Rede mit dem Titel Deutschland bringt die Freiheit. Am 27. September 1914 erschien der Text im Berliner Tageblatt. Die nationalistischen Töne, die Wedekind anschlug, lösten Irritationen und kontroverse Reaktionen aus. Die Deutung des Textes und Wedekinds Einstellung zum Krieg sind noch immer umstritten.

### Tod

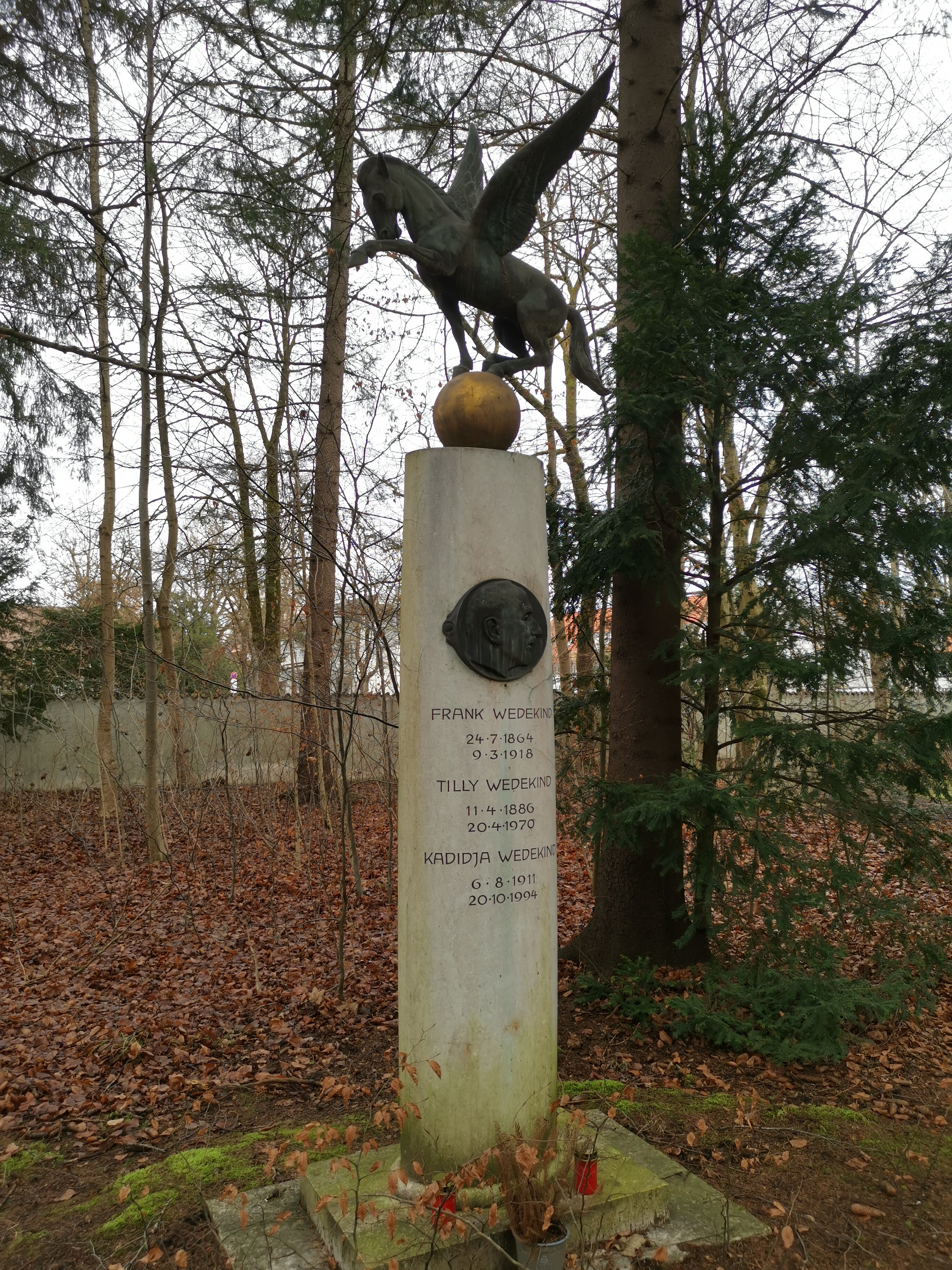
Grabstätte von Frank Wedekind

In den Jahren vor seinem Tod hatte Wedekind häufig starke Schmerzen. Ende Dezember 1914 hatte er sich wegen einer Blinddarmentzündung operieren lassen. Doch die Wunde eiterte, es kam zu einer bakteriellen Infektion der Bauchhaut, der Bildung von Fisteln und Narbenbrüchen, die in den folgenden Jahren vier weitere Eingriffe nötig machten. Diese führten aber nicht zu einer Besserung, die starken Schmerzen dauerten an. Herzschwäche und Lungenentzündung infolge der Komplikationen waren die Ursache für Wedekinds Tod am 9. März 1918. Sein letztes Gedicht An Tilly hatte er an seine Frau gerichtet.
Der Autor wurde auf dem Waldfriedhof in München (Alter Teil, Grab Nr. 17-W-88) beigesetzt. Seine Beisetzung, an der neben vielen Künstlern (u. a. Bertolt Brecht) auch zahlreiche Frauen aus dem Rotlichtmilieu teilnahmen, wurde zum Skandal. Die Grabrede hielt Ludwig Ganghofer.
Wedekinds Nachlass befindet sich im Monacensia Literaturarchiv der Stadt München und in der Aargauer Kantonsbibliothek in Aarau.
Unmittelbar nach seinem Tod war eine Totenmaske angefertigt worden, von der Freunde des Verstorbenen einen Abguss bestellen konnten. Einige dieser Abgüsse sind bis heute erhalten geblieben.

## Werk

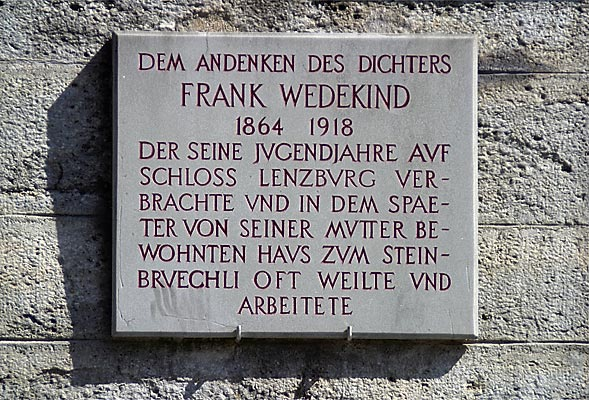
Gedenktafel auf dem Schloss Lenzburg

Wedekind wirkte als Dichter, Schauspieler, Kabarettist und Journalist. In seinen Theaterstücken übte er scharfe Gesellschaftskritik. Vor allem als Dramatiker hat sich Wedekind einen Namen gemacht. Er gehörte zu den meistgespielten Dramatikern seiner Epoche. Mit Dramen wie Frühlings Erwachen und Lulu wandte er sich gegen schulische Dressur, bürgerliche Scheinheiligkeit und Prüderie. Seine Texte wurden oftmals als sittenwidrig angesehen und beschlagnahmt.
Ein Grund für die wiederholte Zensur von Wedekinds Werken war der sexuell anstößige Inhalt. So enthält z. B. Frühlings Erwachen sadomasochistische Motive: Ilse wird von verschiedenen Männern gewaltsam unterworfen, Wendla bettelt Melchior um Schläge mit der Rute an, und auch Hänschens Gespräch mit dem Aktbildnis weist deutlich sadomasochistische Aspekte auf. Das Stück wurde erst sehr spät komplett aufgeführt und war wiederholt Aufführungsverboten unterworfen. Auch in Der Marquis von Keith sind sadomasochistische Tendenzen zu erkennen, so bittet Molly bereits zu Beginn des Stückes den Marquis um Schläge und unmittelbar danach um die Erlaubnis, „wenigstens [s]eine Hand küssen“ zu dürfen (Erster Aufzug). Die Gestaltung der Sexualität in Stücken wie Lulu fand ebenfalls Beachtung, vor allem in der psychoanalytisch orientierten Literaturwissenschaft.

## Nachwirken
Wedekinds Dramen Erdgeist und Die Büchse der Pandora dienten als Vorlage für die unvollendete Oper Lulu von Alban Berg (Uraufführung 1937) und die deutschen Stummfilme Lulu (1917), Erdgeist von Leopold Jessner (1923) und Die Büchse der Pandora von Georg Wilhelm Pabst (1929). Auch spätere Tonfilme wurden von der Figur der Lulu in Wedekinds Werk inspiriert, unter anderem Lulu (1962), Something Wild (1986), Lulu on the Bridge (1998) und The Fine Art of Love (2005). Die Rockband Metallica veröffentlichte 2011 zusammen mit dem ehemaligen Velvet-Underground-Sänger Lou Reed eine CD namens Lulu, die ebenfalls von Wedekinds Figur beeinflusst wurde.
Das frühe Bühnenstück Frühlings Erwachen wurde Ende 2006 in einer musikalischen Bearbeitung erfolgreich am New Yorker Broadway im Eugene O’Neill Theatre aufgeführt. Für die musikalische Bearbeitung zeichneten Duncan Sheik (Musik) und Steven Sater (Buch und Liedtexte) verantwortlich. Sie wurden für ihre Frühlings Erwachen-Adaption weltweit ausgezeichnet. Nuran David Çalış verfilmte Frühlings Erwachen 2009 in einer zeitgemäßen Adaption für das ZDF. 1923 war bereits eine Verfilmung veröffentlicht worden.
Das Theaterstück König Nicolo oder So ist das Leben bildete die Grundlage für das vom Komponisten Hans Chemin-Petit verfasste Textbuch zu seiner 1959 entstandenen Oper König Nicolo, die am 6. Mai 1962 am Stadttheater Aachen unter der Leitung von Wolfgang Trommer uraufgeführt wurde.

## Zitate
„Ob die Menschheit mich begrabe, / Häuptlings, bei lebendigem Leib, / Gilt mir doch ein schlanker Knabe / Schöner als ein dickes Weib.“

„Der Mensch wird abgerichtet, oder er wird hingerichtet.“

## Ehrung
1951 wurde die Posener Straße in Berlin-Friedrichshain zu seinen Ehren in Wedekindstraße umbenannt. Am Münchner Wedekindplatz nahe der Münchner Freiheit schuf Ferdinand Filler im Jahr 1959 den Wedekindbrunnen.

## Publikationen (Auswahl)

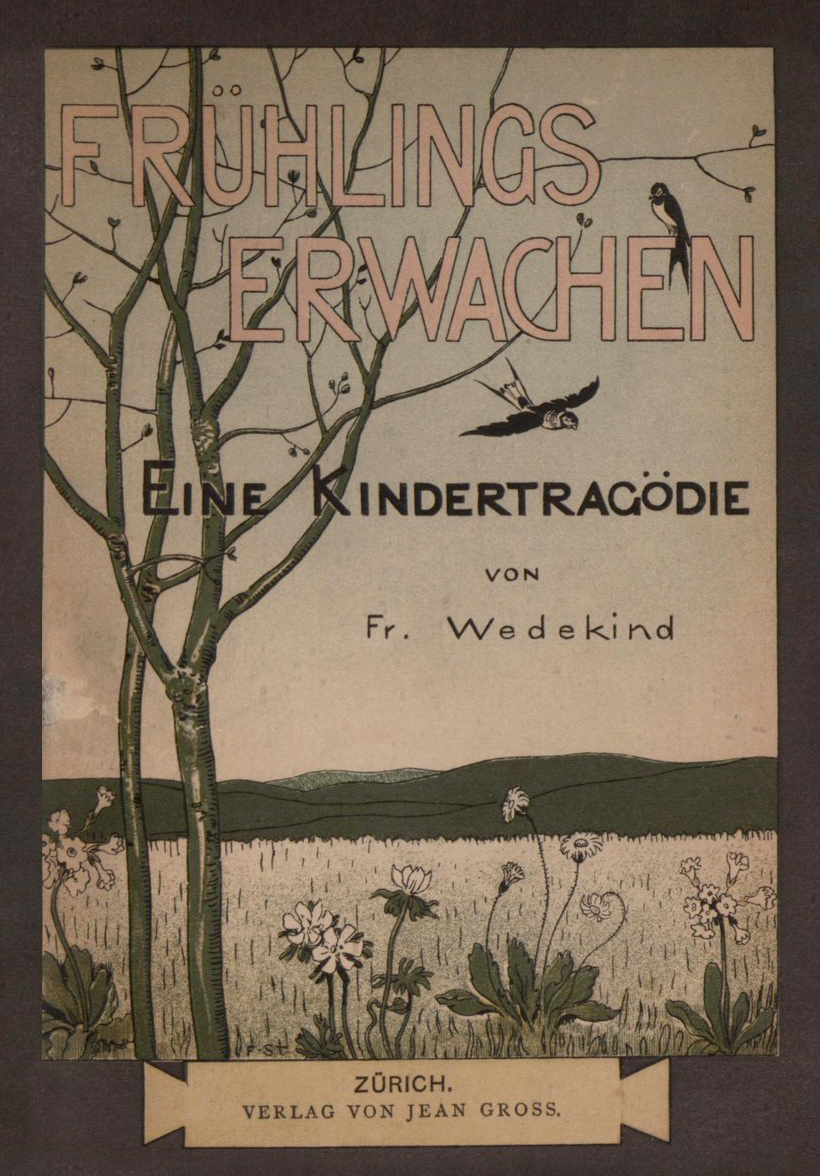
Frühlings Erwachen, Einband der Originalausgabe von 1891

### Werke
- Der Schnellmaler oder Kunst und Mammon, Drama (1889)
- Kinder und Narren, Drama (1890; EA: 1891. Späterer Titel: Die junge Welt)
- Frühlings Erwachen, Drama (1891; UA: 1906) (Digitalisat und Volltext im Deutschen Textarchiv)
- Der Liebestrank, Drama (1891; EA: 1899. Späterer Titel: Fritz Schwigerling)
- Erdgeist, Drama (1895) (Digitalisat und Volltext im Deutschen Textarchiv). Verfilmt 1919 von Vera-Filmwerke GmbH unter dem Titel Erdgift
- Die Fürstin Russalka, Gedichte, Erzählungen, Pantomimen (1897)
- Der Kammersänger, Drama (1897; EA: 1899)
- Der Marquis von Keith, Drama (1901)
- Der Tantenmörder, Moritat (1902)
- So ist das Leben, Drama (1902; späterer Titel: König Nicolo oder So ist das Leben)
- Mine-Haha, Romanfragment (1903)
- Die Büchse der Pandora, Drama (1902) (Digitalisat und Volltext im Deutschen Textarchiv)
- Hidalla oder Sein und Haben, Drama (1904; späterer Titel: Karl Hetmann, der Zwergriese)
- Totentanz, Drama (1905; späterer Titel: Tod und Teufel)
- Die vier Jahreszeiten, Gedichte (1905)
- Musik, Drama (1907)
- Die Zensur, Drama (1907/1908)
- Oaha, Drama (1908; späterer Titel: Till Eulenspiegel)
- Der Stein der Weisen, Einakter (1909)
- Franziska, Drama (1911)
- Mit allen Hunden gehetzt, Drama (1911)
- Simson oder Scham und Eifersucht, dramatisches Gedicht (1913)
- Lulu, Drama, Zusammenfassung von Erdgeist und Die Büchse der Pandora (1913)
- Bismarck, Drama (1914/15)
- Überfürchtenichts, Drama (1915/1916)
- Herakles, dramatisches Gedicht (1916/1917)
- Lieder für Gitarre oder Klavier, Scharfrichter-Verlag, München
- Balladen mit Gitarrenbegleitung, Hofmeister, Leipzig
- 53 Lautenlieder mit eigenen und fremden Melodien. Hrsg. von A. Kutscher, Dreimasken-Verlag, München 1920.

### Werkausgaben
(chronologisch)
- Frank Wedekind: Gesammelte Werke. 9 Bände. Müller, München 1912–1921.
- Frank Wedekind: Werke. 3 Bände. Hrsg. von Manfred Hahn. Aufbau-Verlag, Berlin, Weimar 1969.
- Frank Wedekind: Werke. 2 Bände. Hrsg. von Erhard Weidl. Winkler, München 1990, ISBN 3-538-05323-5.
- Frank Wedekind: Kritische Studienausgabe der Werke. Darmstädter Ausgabe. 8 Bände (in 15 Teilbänden). Hrsg. von Elke Austermühl, Hartmut Vinçon, Rolf Kieser et al. Häusser, Darmstadt 1994–2011, ISBN 3-927902-95-0 (kritische Studienausgabe, die philologisch weitgehend dem Typus einer historisch-kritischen Edition entspricht).
- Frank Wedekind: Gesammelte Werke. 10 Bände. Hrsg. von Walter Schmitz und Uwe Schneider. Thelem, Dresden 2003–, ISBN 978-3-935712-46-0 (Leseausgabe).

### Briefausgaben
(chronologisch)
- Frank Wedekind: Gesammelte Briefe. 2 Bände. Hrsg. von Fritz Strich. Müller, München 1924.
- Elke Austermühl (Hrsg.): Kein Funke mehr, kein Stern aus früh’rer Welt. Frank Wedekind. Texte, Interviews, Studien. Georg Büchner Buchhandlung, Darmstadt 1989, ISBN 3-925376-38-0 (Pharus; 1). (In diesem Sammelwerk sind drei bedeutsame Briefwechsel erstmals veröffentlicht: 1. Wedekind und Minna von Greyerz (ediert von Elke Austermühl), S. 343–420; 2. Wedekind und Hermann Plümacher (ediert von Martin Luchsinger), S. 421–442; 3. Wedekind und Oskar Schibler (ediert von Rolf Kieser), S. 311–342.)
- Frank Wedekind. Thomas Mann. Heinrich Mann. Briefwechsel mit Maximilian Harden. Hrsg. von Ariane Martin. Häusser, Darmstadt 1996, ISBN 3-89552-036-5 (Pharus; 5).
- Briefwechsel: 1903 bis 1917 / Karl Kraus; Frank Wedekind. Hrsg. von Mirko Nottscheid. Königshausen & Neumann, Würzburg 2007, ISBN 978-3-8260-3701-6 (Wedekind Lektüren; 5).
- Frank und Tilly Wedekind: Briefwechsel 1905–1918. Herausgegeben von Hartmut Vinçon. Wallstein Verlag, Göttingen 2018, ISBN 978-3-8353-3171-6.
- Frank Wedekind. Briefwechsel mit den Eltern 1868–1915. Herausgegeben von Hartmut Vinçon. Wallstein Verlag, Göttingen 2021 Auszüge

### Tagebücher
- Frank Wedekind: Die Tagebücher. Ein erotisches Leben. Hrsg. von Gerhard Hay. Athenäum, Frankfurt am Main 1986, ISBN 3-423-11092-9.